# Штурмовский сельсовет
Штурмовский сельсовет — упразднённое сельское поселение в Красногвардейском районе Ставропольского края Российской Федерации.
Административный центр — посёлок Штурм.

## История
Статус и границы сельского поселения установлены Законом Ставропольского края от 4 октября 2004 г. № 88-кз «О наделении муниципальных образований Ставропольского края статусом городского, сельского поселения, городского округа, муниципального района».
С 16 марта 2020 года, в соответствии с Законом Ставропольского края от 31 января 2020 г. № 8-кз все муниципальные образования Красногвардейского муниципального района были преобразованы путём их объединения в единое муниципальное образование Красногвардейский муниципальный округ.

## Население
| 1989  | 2002  | 2010  | 2011  | 2012  | 2013  | 2014  |
| ----- | ----- | ----- | ----- | ----- | ----- | ----- |
| 1094  | ↗1104 | ↘1054 | ↘1050 | ↘1049 | ↘1030 | ↘1018 |
| 2015  | 2016  | 2017  | 2018  | 2019  | 2020  |       |
| ↘1004 | ↘981  | ↘963  | ↘959  | ↘931  | ↗932  |       |

### Национальный состав
По итогам переписи населения 2010 года проживали следующие национальности (национальности менее 1 %, см. в сноске к строке «Другие»):
| Национальность | Численность | Процент |
| -------------- | ----------- | ------- |
| Русские        | 957         | 90,80   |
| Цыгане         | 49          | 4,65    |
| Армяне         | 21          | 1,99    |
| Другие         | 27          | 2,56    |
| Итого          | 1054        | 100,00  |

## Состав сельского поселения
| № | Населённый пункт  | Тип населённого пункта          | Население |
| - | ----------------- | ------------------------------- | --------- |
| 1 | Краснооктябрьский | посёлок                         | ↘61       |
| 2 | Штурм             | посёлок, административный центр | ↘781      |

Посёлок Краснооктябрьский упразднён в соответствии с Постановлением Правительства Ставропольского края от 21 октября 2009 года № 274-п).